# VK Chimik
VK Chimik (ukrainska: Хімік) är en volleybollklubb från Juzjne i Ukraina. Klubben grundades 2001 som SDJuSjOR-Chimik (СДЮШОР-Хімік), men bytte ett år senare till det nuvarande namnet. De debuterade i högsta serien 2003–2004. Efter några år då de ömsom åkt ur, ömsom åter kvalificerat sig, återkom de till högstaserien 2009 och har stannat kvar där sen dess. Laget har vunnit ukrainska mästerskapen nio gånger, ukrainska cupen sju gånger (2013–14, 2014–15, 2015–16, 2016–17, 2017–18, 2018–19 och 2019–20) och ukrainska supercupen fyra gånger (2016, 2017, 2018 och 2019).